# 三道沟镇 (府谷县)
三道沟镇，是中华人民共和国陕西省榆林市府谷县下辖的一个乡镇级行政单位。

## 行政区划
三道沟镇下辖以下地区：
三道沟村、阳湾村、玉则墕村、开峁村、黑石岩村、杨园则村、新庙村、张明沟村和红渠村。